# 永昌街道 (长春市)
永昌街道，是中华人民共和国吉林省长春市朝阳区下辖的一个乡镇级行政单位。

## 行政区划
永昌街道下辖以下地区：
义和路北社区、义和路南社区、惠民南社区、惠民北社区、东朝阳北社区和东朝阳南社区。